# Josh Ramsay
Pour les articles homonymes, voir Ramsay.
 (mars 2015).
Si vous disposez d'ouvrages ou d'articles de référence ou si vous connaissez des sites web de qualité traitant du thème abordé ici, merci de compléter l'article en donnant les références utiles à sa vérifiabilité et en les liant à la section « Notes et références ».
Josh Ramsay est un chanteur, compositeur, acteur, producteur. Il est notamment le chanteur du groupe canadien Marianas Trench.

## Biographie
Josh Ramsay grandit dans la ville de Vancouver, au Canada. Il hérita sa passion pour la musique de ses parents : sa mère était une vocaliste et son père possédait un studio d'enregistrement. Il commença sa carrière en 1994, ou il n'avait que 14 ans.
Il étudia à Magee Secondary School, ou il rencontra Matt Webb, Morgan Hempsted et Steve Marshall. Ils décidèrent de former un groupe appelé Ramsay Fiction. Malheureusement, le groupe n'a pas fonctionné et ils durent se séparer. Mais Josh, tenant à son rêve, plaça rapidement une annonce dans le journal local et reçu un appel de Ian Casselman, un jeune batteur de la région. Il fut d'une aide exceptionnelle pour trouver le bassiste Mike Ayley, qui était alors le colocataire de Ian. Ensemble, ils formèrent Marianas Trench en 2001.
Vers la fin de ses années au secondaire, Josh développa une addiction à l'héroïne, devint boulimique, anorexique. Il subit une dépression sévère et fut expulsé de l'école qu'il fréquentait. Ses parents le poussèrent à aller en cure de désintoxication. Durant celle-ci, il écrivit plusieurs de ses chansons pour décompresser, par exemple : Say anything et Lover Dearest (qui parle justement de sa dépendance à cette drogue dure).

## Discographie

### Albums studio
- 2022 - The Josh Ramsay Show (604 Records)